# Mark Wakefield
Mark Wakefield is de manager van de band Taproot, en de ex-zanger van Xero (het huidige Linkin Park). Hij ontmoette Mike Shinoda op middelbare school en kwam bij de band, die op dat punt SuperXero heette. Ze veranderden de naam naar Xero en namen de zelf getitelde Xero sampler tape. Voordat hij stopte gaven Wakefield en de rest van Xero een concert als opening act voor Cypress Hill. Het gebrek aan succes en het weinige voortgang was voor Wakefield de druppel om de band, als zanger, te verlaten. Chester Bennington heeft Wakefield uiteindelijk vervangen als zanger.
Wakefield heeft sindsdien een liedje opgenomen getiteld "Ground Xero".
Hoewel Wakefield Xero verlaten heeft, schreef hij toch een paar liedjes mee voor het debuutalbum van Linkin Park Hybrid Theory, onder andere "Crawling", "Runaway", "A Place for My Head" en "Forgotten".
Hij is ook verantwoordelijk voor de coverart van System of a Downs album Toxicity.
Emily Armstrong · Chester Bennington · Rob Bourdon · Colin Brittain · Brad Delson 
Dave Farrell · Joe Hahn · Scott Koziol · Mike Shinoda · Mark Wakefield